# Hymenoplia sericea
Hymenoplia sericea är en skalbaggsart som beskrevs av Escalera 1925. Hymenoplia sericea ingår i släktet Hymenoplia och familjen Melolonthidae. Inga underarter finns listade i Catalogue of Life.